# Jon Mark
Jon Mark, geboren Jon Michael Burchell, (Falmouth (Cornwall),  8 mei 1943 - Rotorua (Nieuw-Zeeland), 10 februari 2021) was een Brits zanger, gitarist, basgitarist en percussionist.

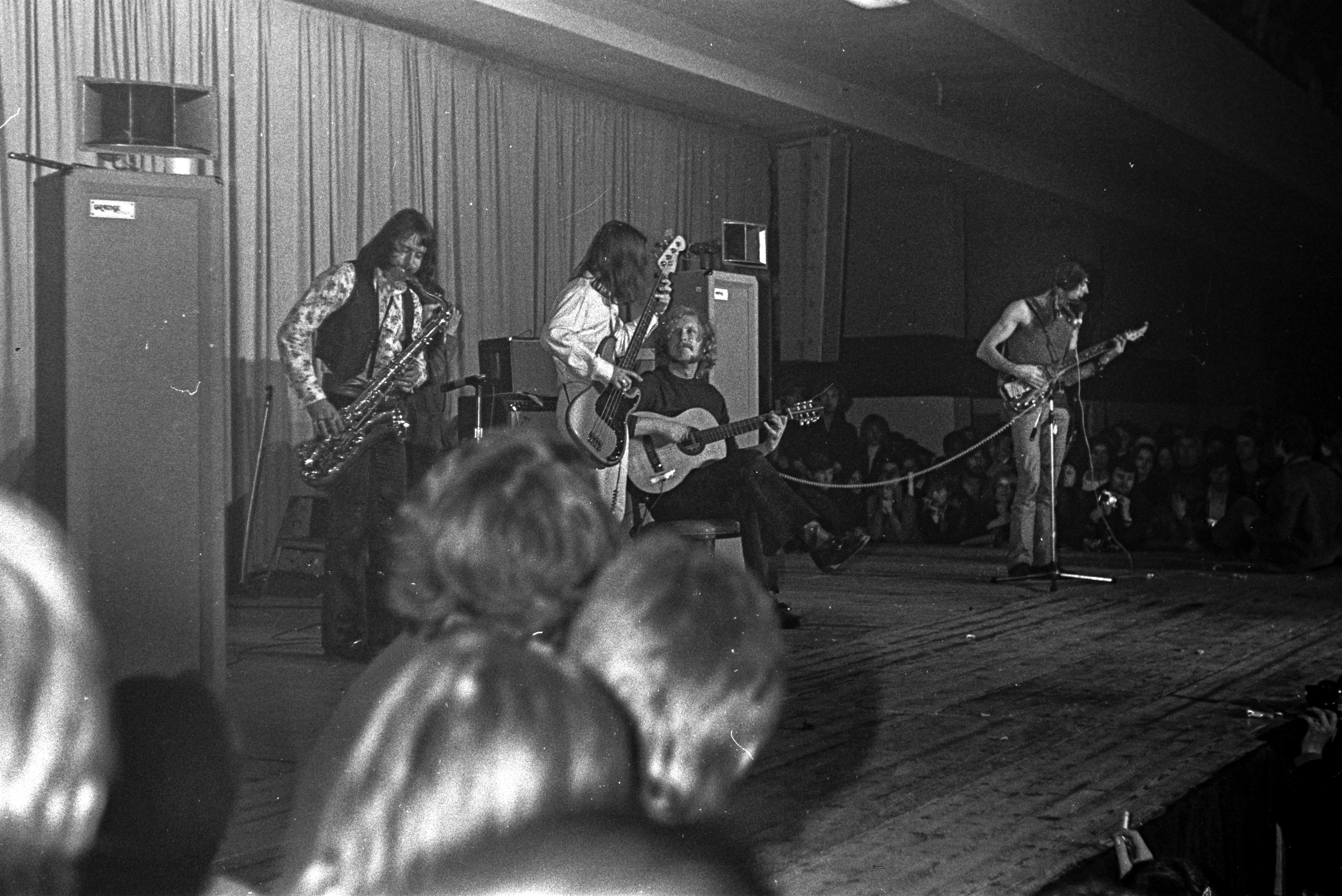
Jon Mark on acoustic guitar, Johnny Almond on saxophone, John Mayall on a Fender Telecaster guitar, Steve Thompson on bass, January 12, 1970 Niedersachsenhalle, Hannover

Zijn naam duikt voor het eerst op in de begeleidingsband van Marianne Faithfull en Alun Davies. In 1969 trad hij samen met Johnny Almond toe tot The Bluesbreakers, de begeleidingsband van John Mayall. Na een tweetal albums verlaat dit duo de bluesbreakers om hun eigen groep Mark-Almond op te richten. Deze band trad tot midden jaren 90 op. Jon Mark heeft dan al enige soloalbums opgenomen met onder meer Nicky Hopkins. Marks albums neigden de laatste jaren meer naar New age, dan naar de oorspronkelijke blues van Mayall.
Hij overleed in 2021.

## Discografie (solo)
- 1965: Sally Free And Easy (uitgebracht in 2017)[1]
- 1975:	Songs for a friend
- 1983:	Lady & artist
- 1988:	Standing stones Callanish
- 1992:	Hot night
- 1992:	Land of Merlin
- 1992:	Alhambra
- 1994:	A Celtic story
- 1995:	A sunday in autumn
- 1996:	Asia journey
- 2000:	The leaving of Ireland
- 2003:	Quiet land of Erin
- 2004:	Meditations on winter

## Weblinks
- Video: Celebrating the life and music of John Michael Burchell (aka Jon Mark). May 7 2021.